# Teofan (Galinski)
Teofan, imię świeckie Oleg Iwanowicz Galinski (ur. 8 lipca 1954 w Białej Cerkwi, zm. 11 września 2017 w Berlinie) – biskup Rosyjskiego Kościoła Prawosławnego.

## Życiorys
Ukończył szkołę średnią, a następnie chemiczno-technologiczny instytut w Dniepropetrowsku. 4 stycznia 1976 został postrzyżony na mnicha, przyjmując imię zakonne Teofan. Trzy dni później przyjął święcenia diakońskie, zaś 17 kwietnia 1977 – kapłańskie. W tym samym roku ukończył studia teologiczne w Moskiewskiej Akademii Duchownej. W latach 1977–1979 wykładał w niższych szkołach teologicznych w Leningradzie. Od 1980 był kierownikiem katedry liturgiki na Leningradzkiej Akademii Duchownej. 14 lutego 1985 otrzymał godność archimandryty. W kwietniu tego samego roku uzyskał tytuł naukowy docenta.
11 stycznia 1987 miała miejsce jego chirotonia na biskupa kaszyrskiego, wikariusza eparchii moskiewskiej. Od 19 czerwca 1988 był przełożonym przedstawicielstwa Rosyjskiego Kościoła Prawosławnego w Karlowych Warach, przy Kościele Prawosławnym Czechosłowacji. Od 31 stycznia 1991 pełnił obowiązki locum tenens eparchii berlińskiej i lipskiej, której ordynariuszem został 25 grudnia tego samego roku. 22 grudnia 1992 jego tytuł został zmieniony na biskupa berlińskiego i niemieckiego. 23 lutego 1996 podniesiony do godności arcybiskupiej.
Zmarł w 2017 r.